# Lina (cantante)
Lina, youtuber y streamer de neo soul y R&B nacida en Arabia Saudita. Fusiona el R&B y el soul con las tendencias más tradicionales del swing y el jazz vocal. Tras versionar a artistas como Dinah Washington y versionar el tema de Dr. John "Right place, wrong time" en 2000; en 2001 hizo un ambicioso debut con el álbum "Stranger on Earth", del cual se extrajo un ligero hit, "Playa no more". En 2005, tras cambiar de discográfica lanzó "The Inner Beauty Movement".

## Discografía
| Año  | Título                    | Discográfica            |
| ---- | ------------------------- | ----------------------- |
| 2001 | Stranger on Earth         | Atlantic                |
| 2005 | The Inner Beauty Movement | Hidden Beach Recordings |
| 2008 | Morning Star              |                         |

- Datos: Q6550151